# Augusto González Besada
Augusto González Besada y Mein (Tuy, provincia de Pontevedra (España); 24 de junio de 1865 – Madrid, 4 de junio de 1919) fue un abogado y político español, ministro de Hacienda, ministro de Gobernación y ministro de Fomento durante el reinado de Alfonso XIII.

## Biografía
González Besada, miembro de una de las familias más poderosas de Pontevedra en la que tanto su padre Basilio González Besada como sus tíos Rafael y Sabino fueron diputados provinciales y además este último fue gobernador civil en dos ocasiones y presidente de la Diputación (1896-1898); tras estudiar el bachillerato en Pontevedra, continuó su formación en la Universidad de Santiago donde estudió Derecho licenciándose en 1885 tras lo cual se afilió al Colegio de Abogados de Pontevedra ejerciendo la abogacía también, con gran prestigio, en Madrid.
Miembro del Partido Conservador comenzó su carrera política obteniendo acta de diputado en el Congreso de los Diputados de España , por el distrito de Cambados perteneciente a la circunscripción de Pontevedra, en 1899; escaño que volvería a obtener en las elecciones de 1901, 1903 y 1905. Tras obtener en los siguientes procesos electorales escaños por las circunscripciones de Cádiz (1907), Almería (1910) y Alicante (1914), finalizaría su carrera como diputado representando a la provincia de Lugo al obtener el acta correspondiente en las elecciones celebradas entre 1916 y 1919.
Tras ser, en 1902, subsecretario de Hacienda será nombrado,m entre el 20 de julio y el 5 de diciembre de 1903, ministro de Hacienda por Raimundo Fernández Villaverde convirtiéndose en el ministro de Hacienda más joven de la Restauración borbónica en España. Esta misma cartera ministerial la desempeñaría en otras dos ocasiones: entre el 14 de septiembre de 1908 y el 21 de octubre de 1909 en sendos gabinetes Maura. También fue ministro de Gobernación entre el 27 de enero y el 23 de junio de 1905 con Fernández Villaverde, y ministro de Fomento entre el 25 de enero de 1907 y el 14 de septiembre de 1908 con Maura. 

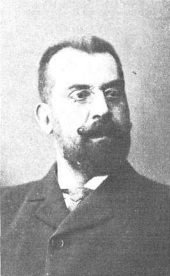
Augusto González Besada retratado por Manuel Compañy.

Además, actuó como uno de los portavoces de la oposición conservadora que rechazó la ley de Sustitución de los Consumos urdida por José Canalejas y Amós Salvador Rodrigáñez, y anunció el bloqueo una vez los conservadores volviesen al gobierno, como así ocurrió. Fue presidente del Congreso (1914), de los Consejos de Estado, Instrucción Pública y Fomento y la Junta Central de Colonización.
En 1915, Maura lo propuso como miembro de la Real Academia Española. También fue miembro de la Real Academia de Ciencias Morales y Políticas, y de la de Jurisprudencia llegó a ser presidente. 
Entre sus discursos político-literarios merece recordarse el que en 1905, siendo ministro de la Gobernación, pronunció en sesión solemne, con motivo del tercer centenario del Quijote, bajo el título Apuntes de Sancho para gobernar la ínsula Barataria.
Asturias, que le nombró hijo adoptivo, hubo de agradecerle importantes consignaciones que destinó para mejoras en puertos como los de Ribadesella, Villaviciosa y Gijón, así como para la repoblación de los ríos; pero, sobre todo, le expresó el máximo reconocimiento por el decidido apoyo que prestó a la favorable resolución del proyecto de los llamados ferrocarriles estratégicos. Del 2 al 11 de agosto de 1911, en ocasión de desempeñar nuevamente la cartera de Fomento, realizó González-Besada un largo recorrido por Asturias, donde visitó Sama de Langreo, Lena, Llanes, Ribadesella, Luarca y Vegadeo.
El 4 de junio de 1919, tres días después de las elecciones generales, González Besada falleció. Lo sustituiría como diputado por Lugo su hijo Carlos González Besada y Giráldez. Dos años después, para honrar su memoria, Alfonso XIII creó el Marquesado de González Besada, en favor de su viuda.

## Obras
- Cuadros de la literatura gallega en los siglos XIII y XIV
- Historia crítica de la literatura gallega
- González Besada, Augusto (1916). Deberes de ciudadanía olvidados o mal cumplidos por generaciones. Real Academia de Ciencias Morales y Políticas. ISBN 978-84-7296-126-5.

- González Besada, Augusto (2004). Rosalía de Castro. Edicións A Nosa Terra. Promocións Culturais Galegas. ISBN 978-84-96203-73-0.